# Kono (Volk)

Hauptverbreitungsgebiet der Kono im Osten von Sierra Leone

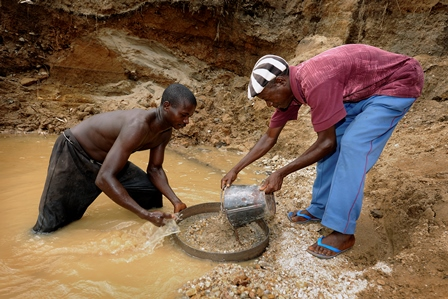
Diamantenabbau in Kono

Die Kono sind ein Volk in Sierra Leone und stellen (Stand 2015) mit knapp 365.000 Menschen 5,2 Prozent der Einwohner des Landes.
Ihre Heimat liegt traditionell im gleichnamigen Distrikt in der Ost-Provinz von Sierra Leone. Die Kono sind Bauern und Bergarbeiter, vor allem in den dortigen Diamantenbergwerken. Sie sprechen Kono.
Die Kono sollen von Einwanderern aus Mali-Guinea abstammen und im 16. Jahrhundert als Jäger in den heutigen Kono-Distrikt in Sierra Leone gezogen sein. Unklar ist, welche Volksgruppen dort bereits mindestens seit dem 2. Jahrtausend v. Chr. gesiedelt haben, worauf archäologische Funde hindeuten. Nach Angriffen durch die Mende sollen diese als Farmer weiter im Norden gezogen sein, ehe sie in den Kono-Distrikt zurückkehrten, nachdem die Mende weiter nach Süden zogen.

## Bekannte Kono
- Samuel Sam-Sumana (* 1962), ehemaliger Vizestaatspräsident Sierra Leones
- Sahr Senesie (* 1985), bekannter Fußballer in Deutschland